# William Holman Hunt
William Holman Hunt (n. 2 aprilie 1827 – d. 7 septembrie 1910) a fost un pictor englez, unul din fondatorii Frăției Pre-Rafaelite (engleză Pre-Raphaelite Brotherhood).

## Galerie

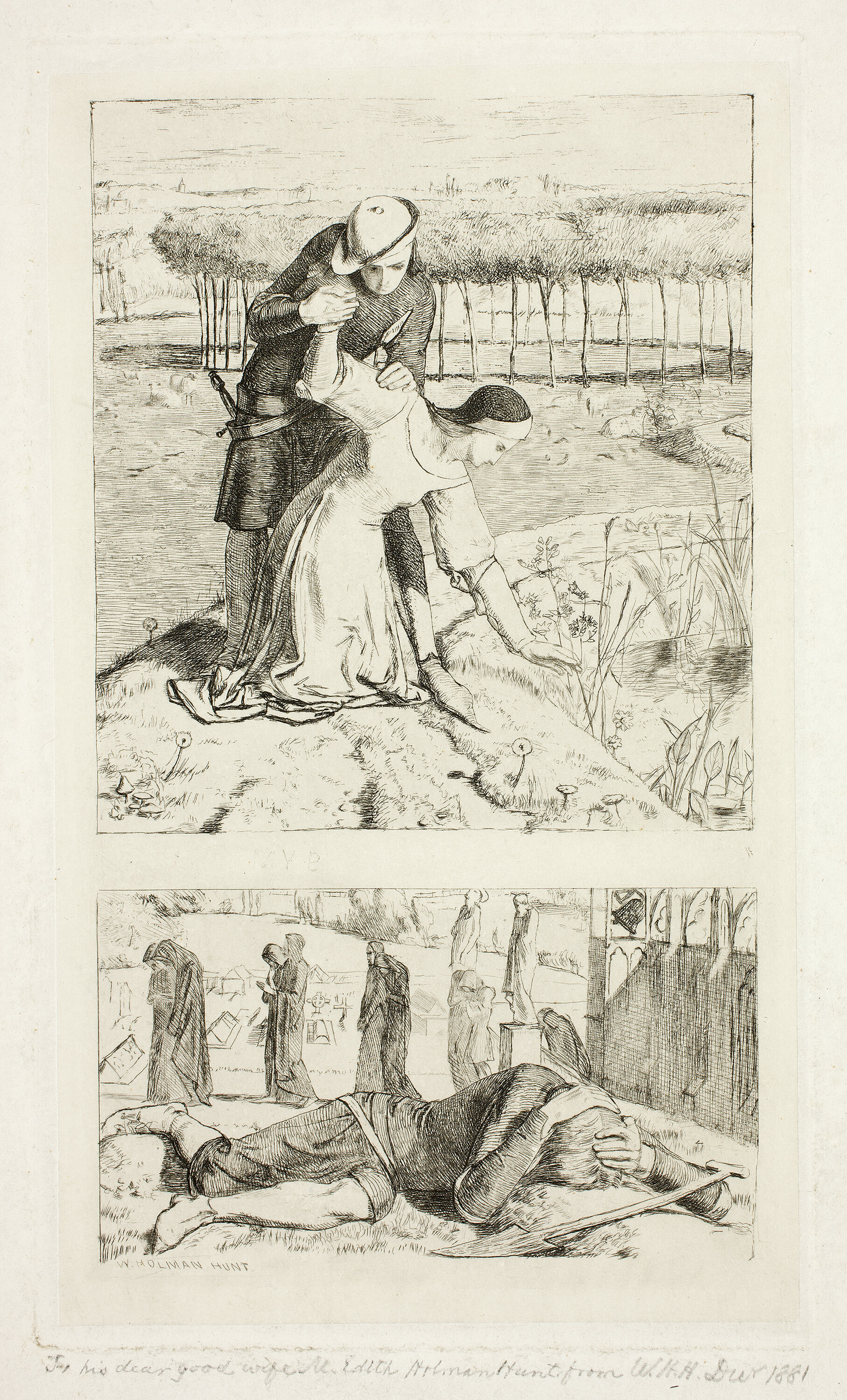
Ilustrare a poemului My Beautiful Lady de Thomas Woolner, (1850)
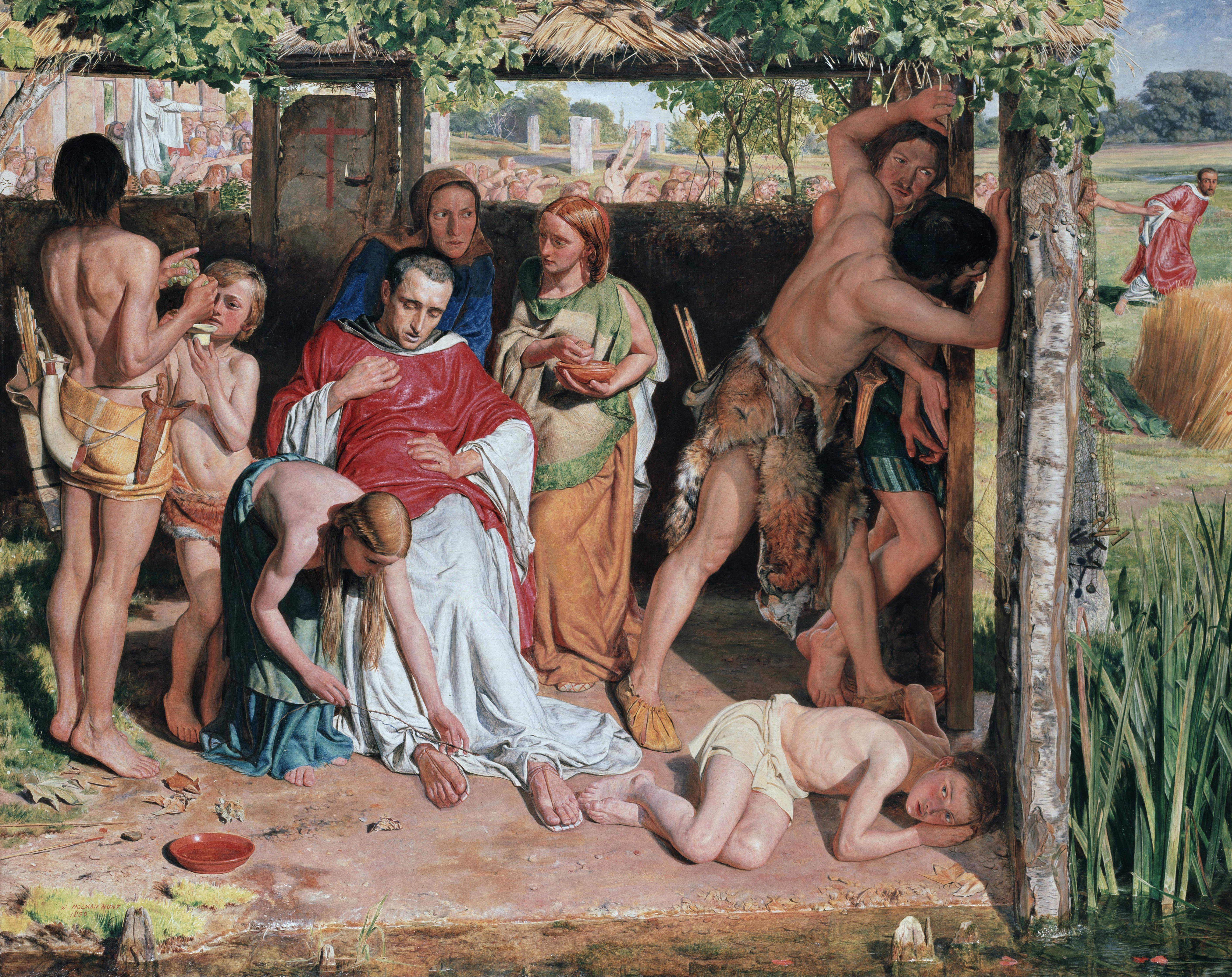
A Converted British Family Sheltering a Christian Missionary from the Persecution of the Druids (1850)
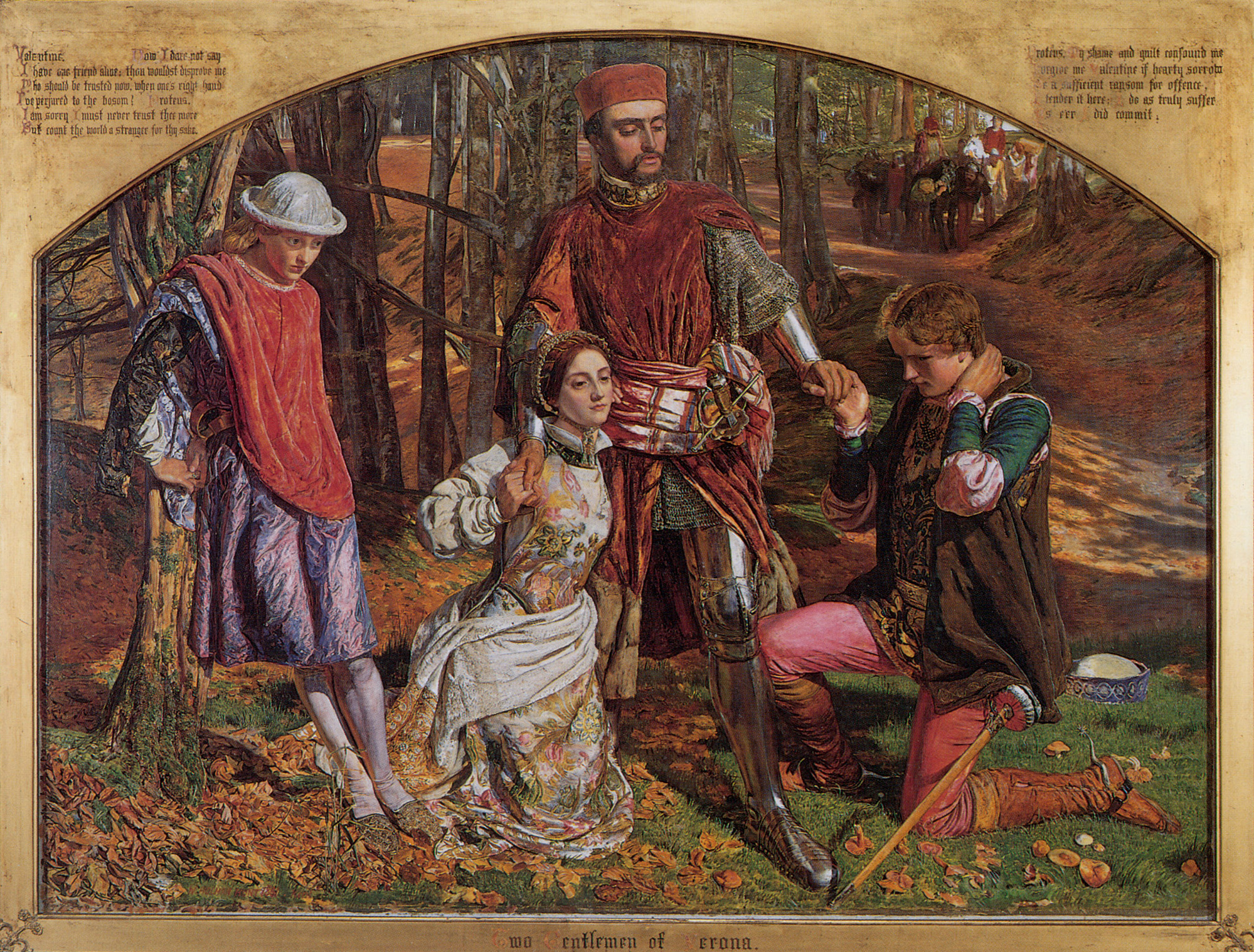
Valentine Rescuing Sylvia from Proteus (1851)
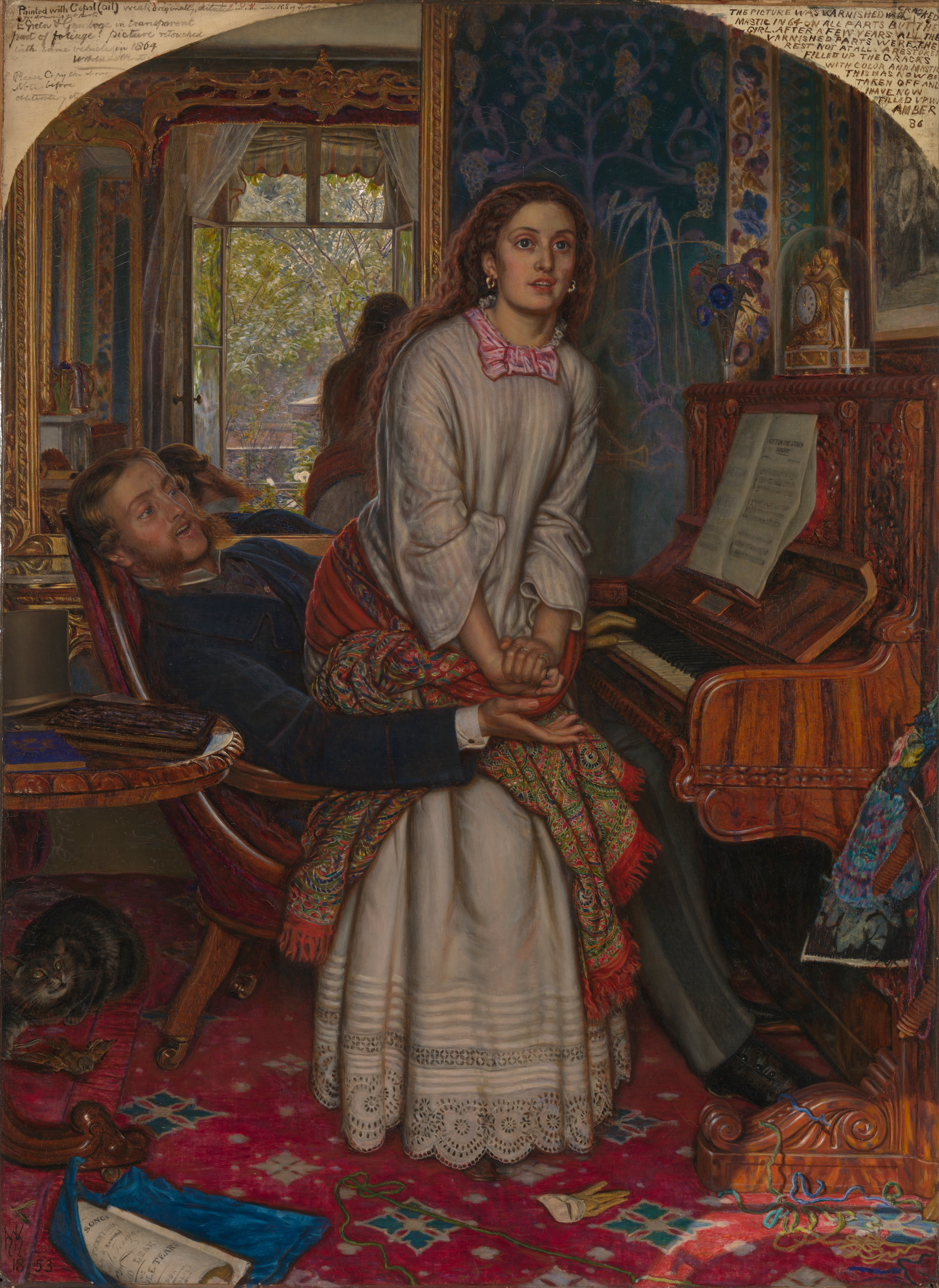
The Awakening Conscience (1853)
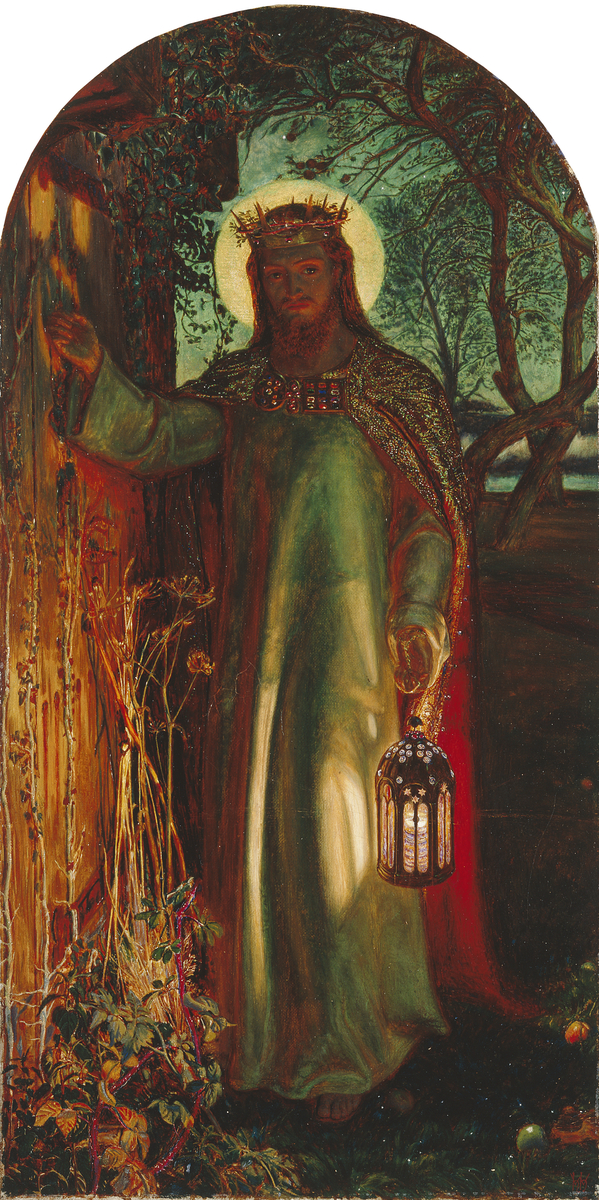
The Light of the World (1854)
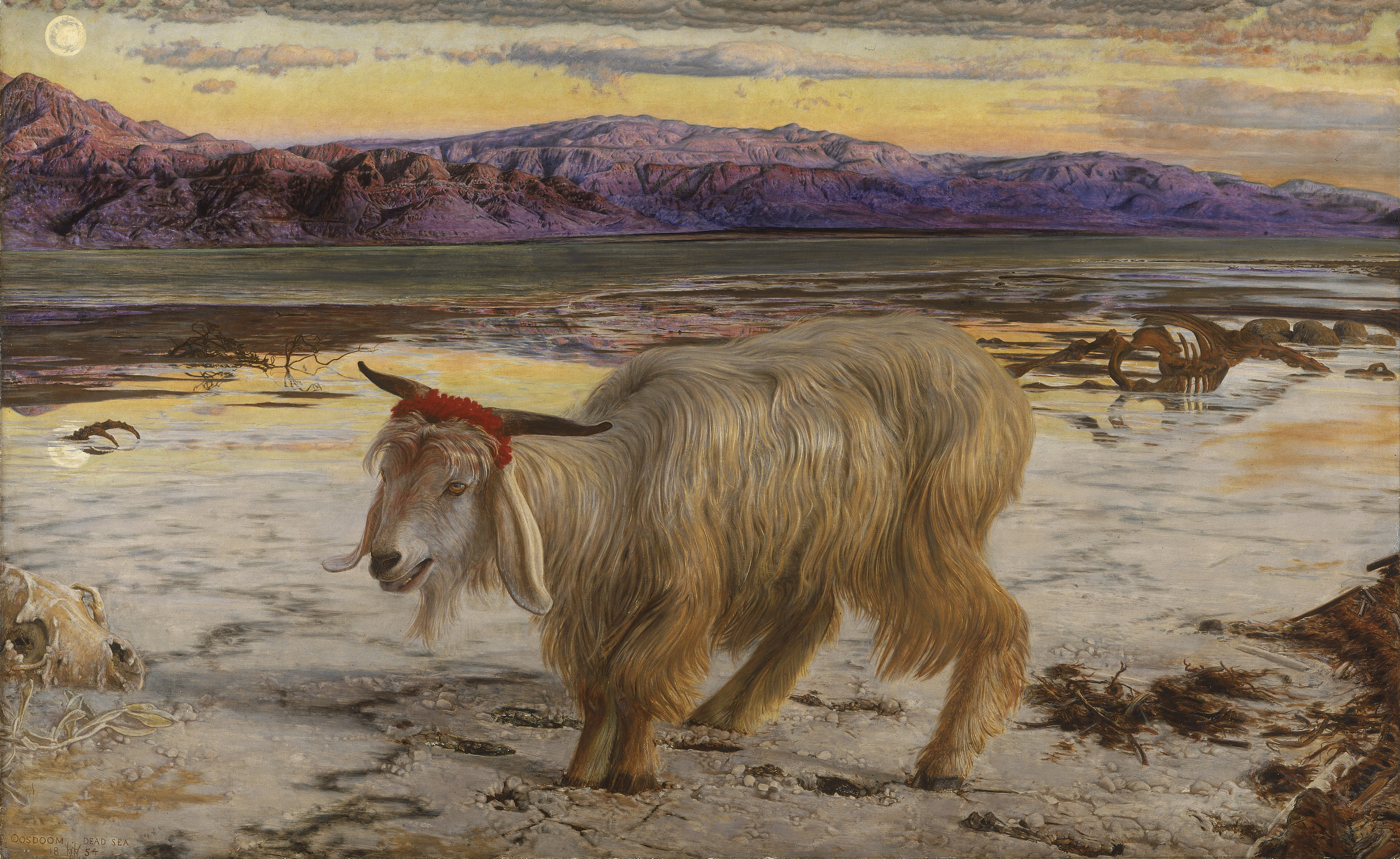
The Scapegoat (1856)
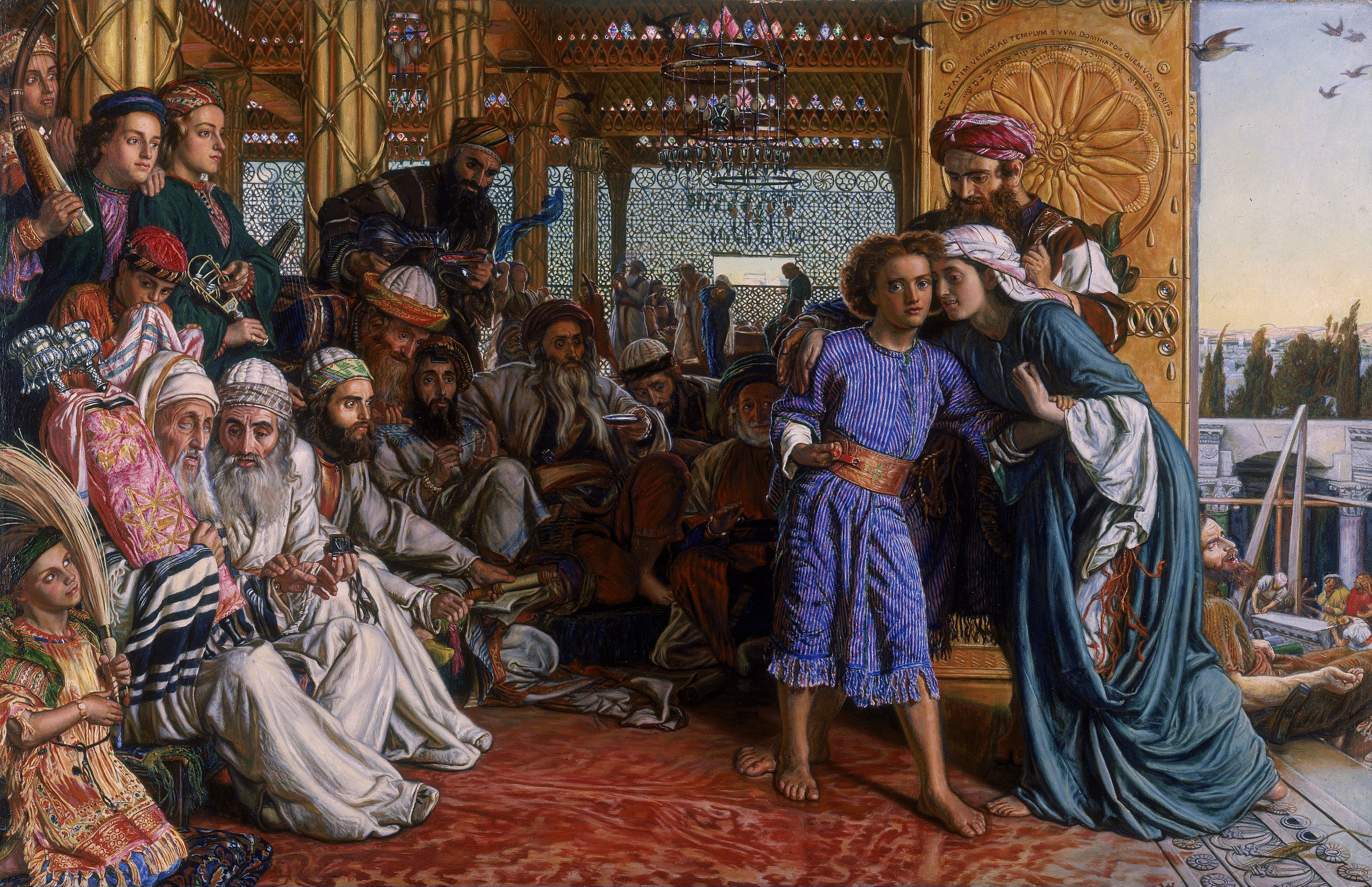
The Finding of the Saviour in the Temple (1860)
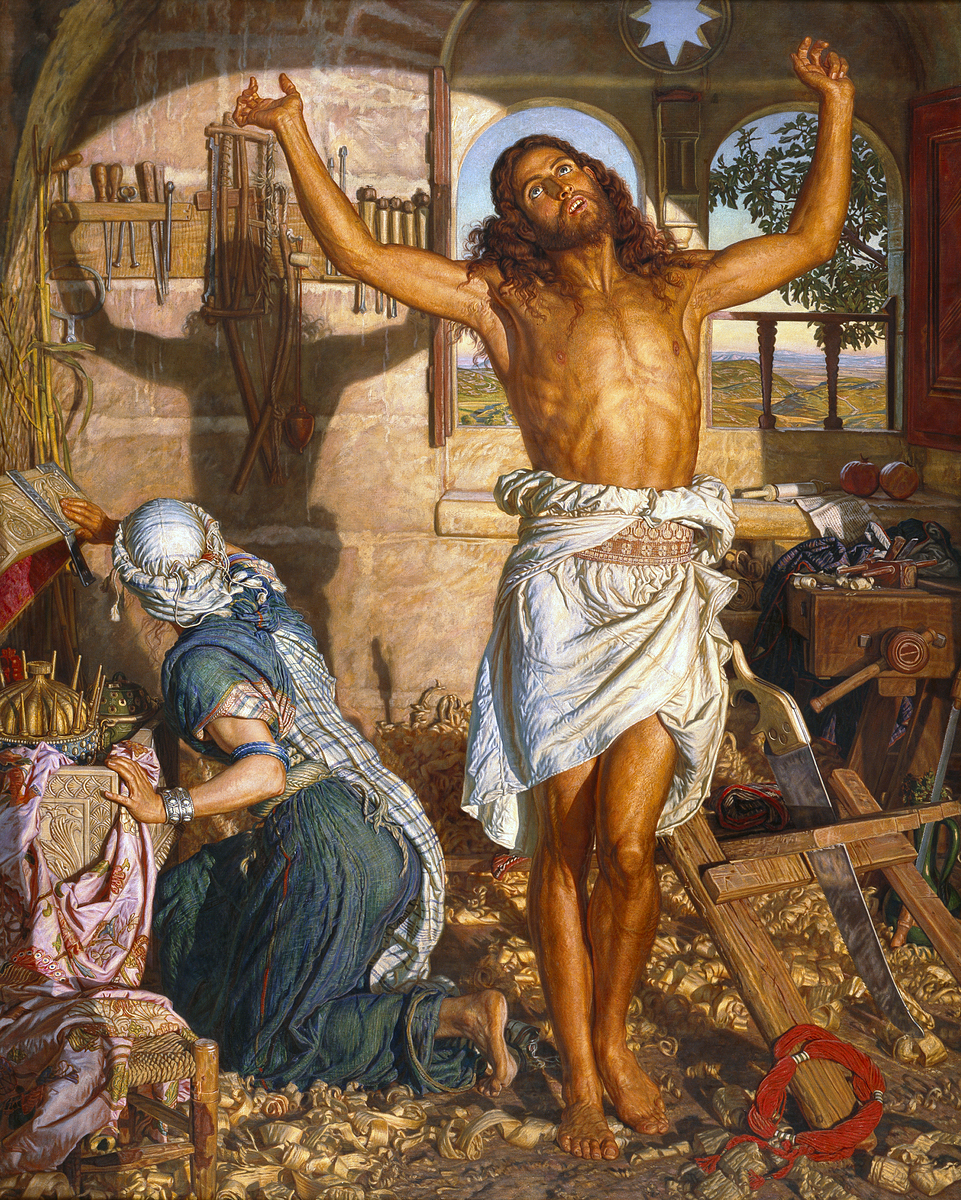
The Shadow of Death (1871)
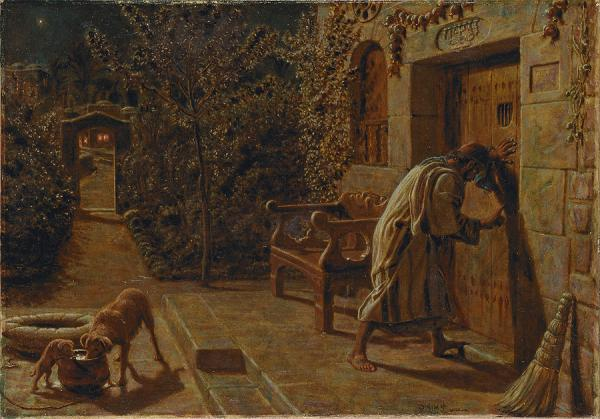
The Importunate Neighbour  (1895)
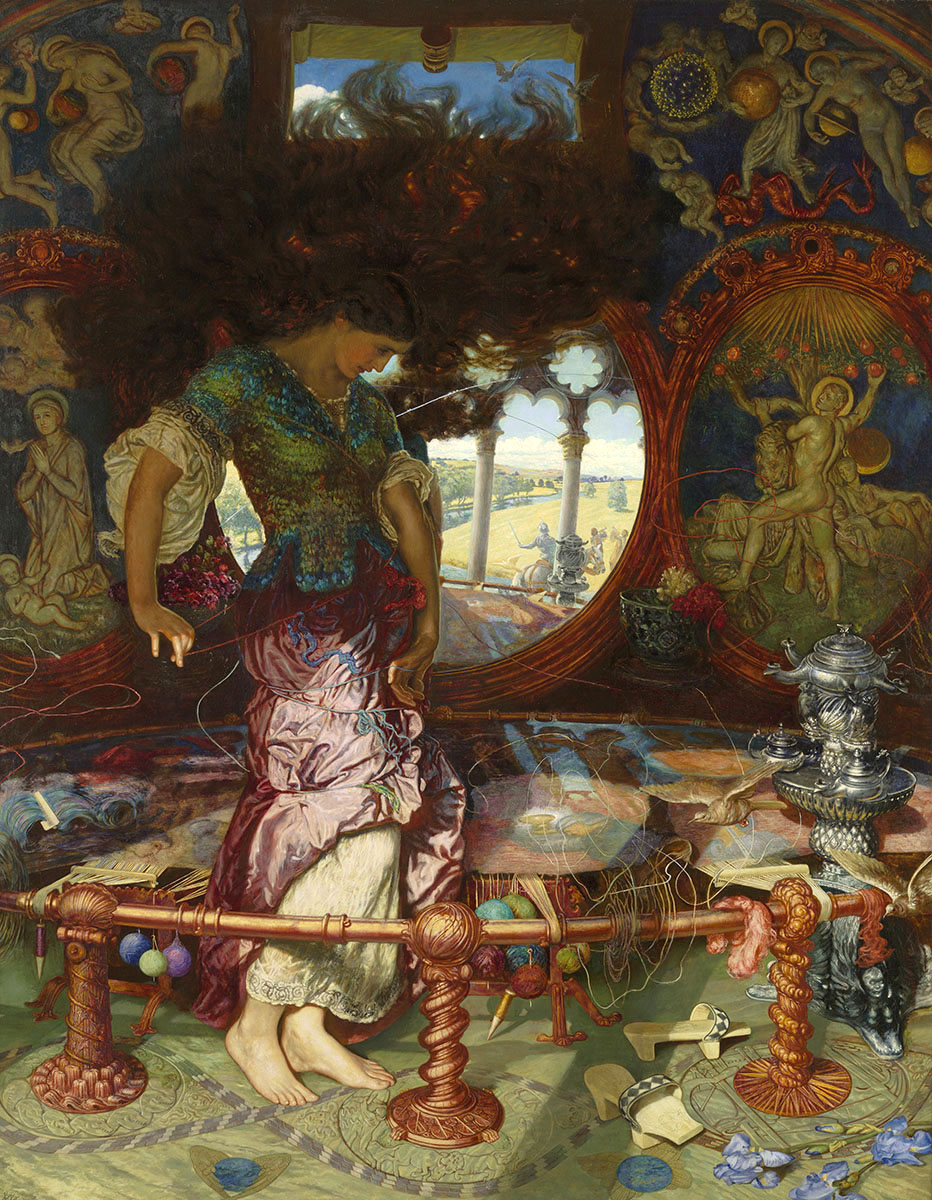
The Lady of Shalott (1905)

1. 1 2  William Holman Hunt (în engleză), RKDartists
2. 1 2  William Holman Hunt, Find a Grave, accesat în 9 octombrie 2017
3. 1 2  William Holman Hunt, Brockhaus Enzyklopädie
4. 1 2  William Holman Hunt, The Peerage, accesat în 9 octombrie 2017
5. 1 2  The Fine Art Archive, accesat în 1 aprilie 2021
6. ↑  Union List of Artist Names, 2 noiembrie 2017, accesat în 6 iulie 2019
7. 1 2 3 4 5 6 7 8 9 10  RKDartists
8. 1 2 3  Encyclopædia Britannica Online
9. ↑  Union List of Artist Names, 2 noiembrie 2017, accesat în 25 octombrie 2018
10. 1 2 3 4 5  The Peerage
11. 1 2 3 4  Kindred Britain
12. ↑   https://www.workwithdata.com/person/william-holman-hunt-1827, accesat în 2 decembrie 2024 Lipsește sau este vid: |title= (ajutor)
13. ↑  Autoritatea BnF, accesat în 10 octombrie 2015
14. ↑  CONOR.SI[*] Verificați valoarea |titlelink= (ajutor)
15. ↑  Q131560290
16. ↑  Encyclopédie du symbolisme[*] Verificați valoarea |titlelink= (ajutor)